# 淑妃
淑妃，中国、朝鮮半島、越南妃嫔的等级之一。

## 历史
唐、宋、明等朝，都有淑妃這個封號。唐时與貴妃、德妃、賢妃同為四夫人。

## 曾封淑妃者

### 中國
- 晋代淑妃

1. 刘媛，晋武帝妃
2. 公孙贵人，原封淑妃，晋武帝妃
3. 謝玖，晋惠帝妃

- 南北朝淑妃
  - 刘宋

1. 殷修华，宋文帝妃，追赠长宁园[1]淑妃。

- - 南齐

1. 张淑妃，萧道成妃。

- - 北齐

1. 冯小怜，原封淑妃，北齊後主左皇后。

- 唐代淑妃

1. 蕭淑妃，唐高宗妃。
2. 杨真一，唐玄宗妃[2]。
3. 皇甫德仪，追赠淑妃，唐玄宗妃。
4. 张皇后，原封淑妃，唐肃宗皇后。
5. 王皇后，原封淑妃，唐德宗皇后。
6. 王淑妃，唐武宗妃[3]。
7. 郭淑妃，唐懿宗妃。
8. 何皇后，原封淑妃，唐昭宗皇后。

- 宋代淑妃

1. 章惠皇后，原封淑妃，宋仁宗養母。
2. 董充媛，追封淑妃，宋仁宗妃。
3. 张婉容，追尊淑妃，宋神宗妃。
4. 楊太后，宋度宗妃，宋端宗生母。

- 明代淑妃

1. 李淑妃，朱元璋妃。
2. 王淑妃，明仁宗妃
3. 焦氏，追尊淑妃，明宣宗妃嫔。
4. 高淑妃，明英宗妃。
5. 紀氏，追封淑妃，明憲宗妃嫔，明孝宗生母。
6. 王淑妃，尊封淑妃，明睿宗妃。
7. 张淑妃，明世宗妃。
8. 秦淑妃，明穆宗妃。
9. 袁貴妃，原封淑妃，崇祯帝妃。

- 清代淑妃

1. 淑妃 博爾濟吉特·巴特瑪璪，清太宗妃
2. 淑妃 鄂爾德特·文繡，清末帝妃。

### 朝鮮半島
- 高麗淑妃

1. 淑妃金氏，高麗顯宗妃。
2. 淑妃崔氏，高麗睿宗妃。

### 越南
- 鄭主淑妃

1. 妙美淑妃范氏玉（日卷），鄭昭祖鄭根妃。

- 阮主淑妃

1. 孝寧皇后張氏書，阮主阮福澍夫人，武王阮福濶追尊為慈懿光顺昭宪淑妃

- 阮朝淑妃

1. 淑妃阮氏川，紹治帝妃